# ملفين جونز (لاعب كرة قدم أمريكية)
ملفين جونز (بالإنجليزية: Melvin Jones)‏ هو لاعب كرة قدم أمريكية أمريكي، ولد في 27 سبتمبر 1954 في هيوستن في الولايات المتحدة.

## وصلات خارجية
- ملفين جونز على موقع مرجع كرة القدم المحترفة.كوم (الإنجليزية)